# Toyota 87C

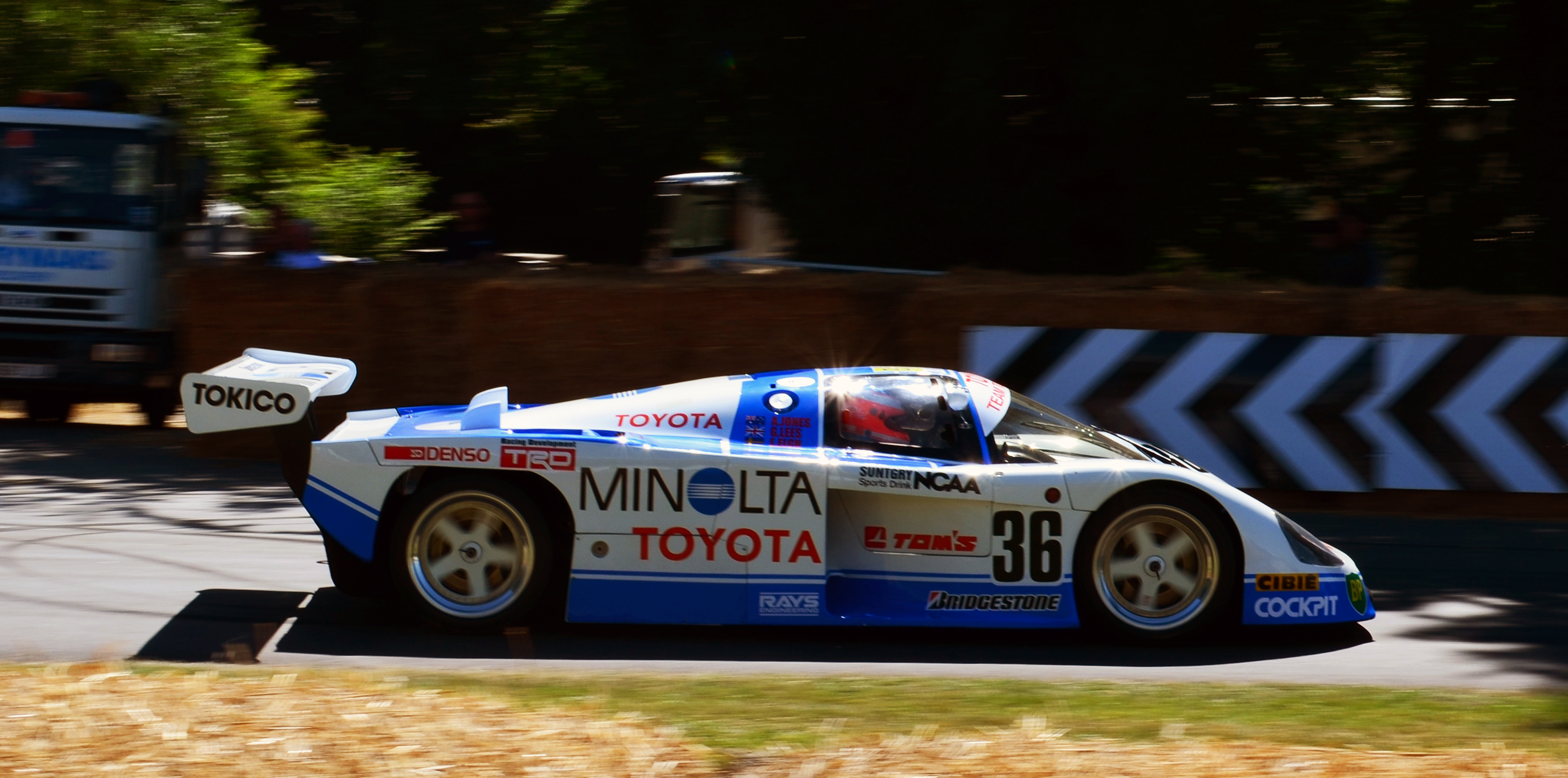
Toyota 87C en Goodwood en 2014

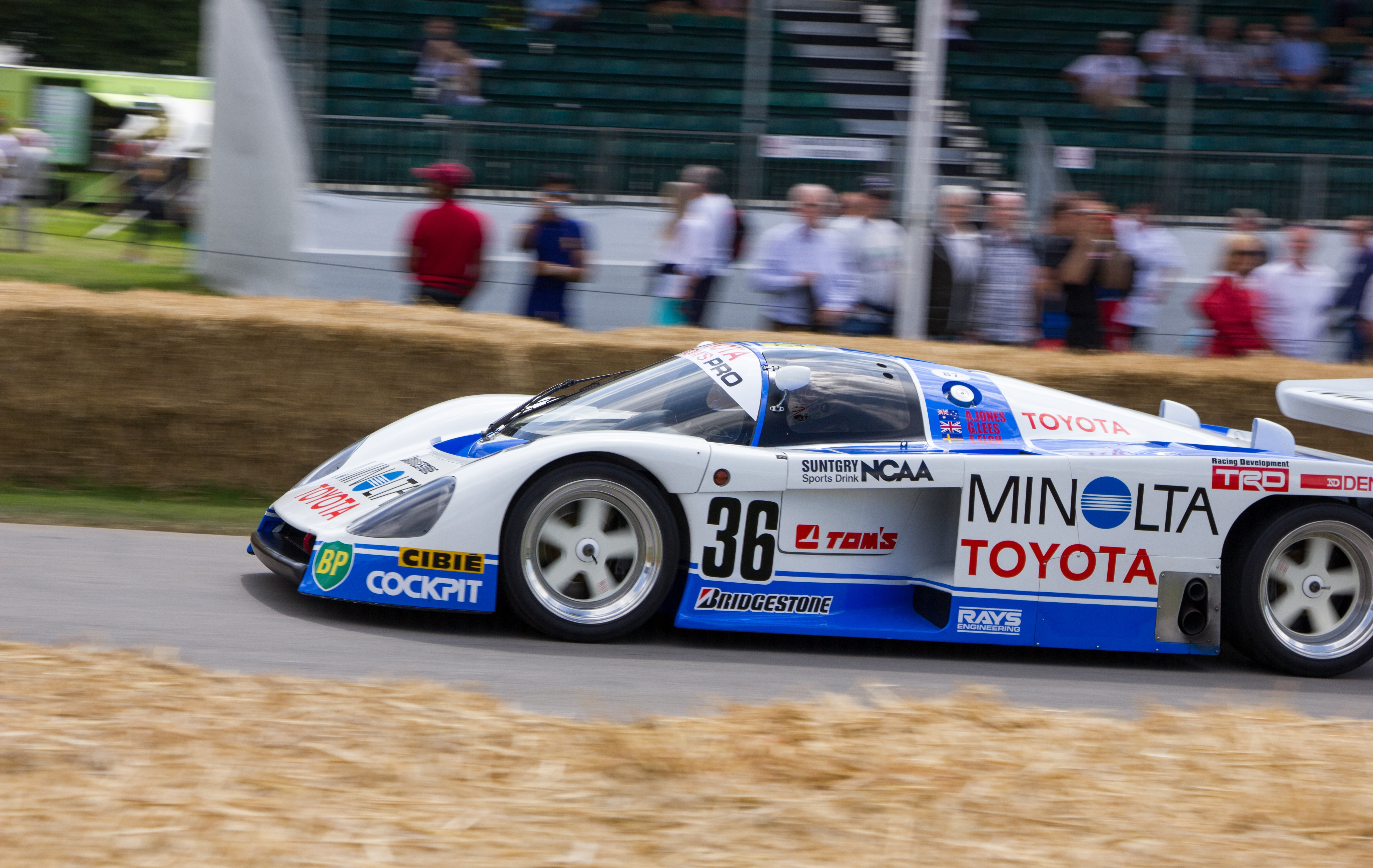
Toyota 87C en Goodwood en 2014

El Toyota 87C, también conocido como TOM'S 87C, fue un sport prototipo del Grupo C diseñado, desarrollado y construido por Toyota, para su uso en carreras de autos deportivos, específicamente el Campeonato Mundial de Automóviles Deportivos, entre 1987 y 1988.

## Historia
El 87C hizo su debut en competición en la carrera de 500 km de Suzuka. La carrera fue la primera carrera del Campeonato Japonés de Sport Prototipos de ese año. No se hicieron concesiones con los conductores y las cabinas se confiaron a pilotos experimentados. En el 87C, con el puesto 36 de salida, se encontraba el campeón mundial de Fórmula 1 de 1980, el australiano Alan Jones, que pudo inscribirse después de un fallido regreso a la F1. Su compañero era el veterano piloto de larga distancia Geoff Lees. Después de terminar quinto en los libres, el dúo terminó tercero en la general, en la misma vuelta que los ganadores Hideki Okada y Mike Thackwell en un Porsche 962C y otro Porsche conducido por Kunimitsu Takahashi y Kenny Acheson. En la segunda carrera, la ronda del campeonato japonés en Fuji, hubo una sorprendente victoria general para Jones, Lees y Masanori Sekiya.
Después de un aleccionador fin de semana de pruebas en Le Mans en mayo de 1987, donde el coche más rápido, el Jaguar XJR-8 de Raul Boesel, perdió una vuelta por casi 10 segundos, el equipo de carreras TOM'S llegó a la carrera real en junio con dos coches. El coche con el número 37 fue conducido por los dos japoneses Masanori Sekiya y Kaoru Hoshino y el inglés Tiff Needell. Alan Jones, Geoff Lees y el piloto de Dome Eje Elgh, el prototipo con el número 36. La operación resultó un desastre. Alan Jones se quedó en pista después de 19 vueltas sin combustible porque el equipo calculó mal la cantidad de combustible después de la segunda parada en boxes. El coche gemelo sólo dio veinte vueltas más y luego el viaje terminó con un fallo del motor.
Este tipo de carreras tuvo mucho más éxito en el campeonato japonés de autos deportivos que en Le Mans. Lees, Sekiya y Hitoshi Ogawa ganaron los 1000 km de Suzuka. El 87C se utilizó por última vez en la fábrica en la carrera de 1000 km de Fuji, la última carrera del campeonato mundial de coches deportivos en 1987.
A finales de año se vendió un chasis a un equipo privado y se presentó como el nuevo coche oficial, el 88C.

## Desarrollo
En el invierno de 1986/1987, los responsables del deporte del motor de Toyota decidieron intensificar su compromiso con el campeonato mundial de coches deportivos. En primer lugar, esto significó más dinero para el desarrollo y uso de coches de carreras. Con el inicio del Grupo C en 1982, Toyota se involucró en las carreras de autos deportivos. Sin embargo, los vehículos aún no han sido fabricados ni utilizados por Toyota. El desarrollo y construcción de los coches de carreras estuvo en manos de los técnicos de Dome, empresa fundada en 1978 por Minoru Hayashi y especializada en la construcción de coches de carreras. Por ejemplo, el modelo anterior del 87C se llamaba oficialmente Dome 86C.
TOM'S Co. Ltd. se hizo cargo de las carreras. - Tachi Iowa Motor Sport - lleva el nombre de los dos fundadores, Nobuhide Tachi y Kiyoshi Iowa. El equipo de carreras, fundado en 1974, se encargó de la logística de las operaciones, mientras que Toyota fue en parte responsable de la planificación operativa. Esta variante del liderazgo de equipo no es infrecuente entre los fabricantes en las carreras de autos deportivos. La conexión entre Audi y Joest Racing puede servir como ejemplo del presente.
La principal innovación tecnológica fue el motor. El anterior motor 4T GT de 4 cilindros, que se basaba en la producción en masa, fue retirado. El nuevo motor turbo de 4 cilindros y 2,1 litros recibió un sistema de gestión del motor completamente nuevo y desarrollaba 620 CV (460 kW). Después de las primeras pruebas de conducción, se aumentó el espesor de la pared del bloque del motor, lo que hizo que la unidad fuera más pesada pero también más duradera.
El diseñador de coches de carreras Masahiro Ohkuni pasó del Dome al grupo y desarrolló tres chasis de aluminio junto con los técnicos del Dome. Los coches parecían muy exitosos y compactos. Sin embargo, el 87C careció de suficiente carga aerodinámica desde el principio; la razón principal por la que los coches iban demasiado lentos en el rápido circuito de Le Mans. En 1987, Toyota estaba interesado casi exclusivamente en las 24 Horas de Le Mans, donde la victoria general ha sido el gran objetivo desde que ingresó a las carreras de autos deportivos. Sin embargo, este enfoque en una carrera supuso una cierta desventaja de desarrollo en comparación con la competencia. Aunque los vehículos estaban matriculados para algunas carreras antes de Le Mans, al coche y al equipo les faltaban kilómetros de carrera, lo que también sirvió para eliminar puntos débiles en la aerodinámica y la puesta a punto.
TOM'S utilizó dos chasis; Dome se hizo cargo del chasis 001 y entró allí como Dome 87C para un total de seis carreras.